# گوشچیویچ
گوشچیویچ (به لاتین: Gościewicz) یک روستا در لهستان است که در گمینا بوروویه واقع شده‌است.